# Jaha Dukureh
Jaha Dukureh (ur. 1989) – działaczka praw kobiet z Gambii oraz przeciwko okaleczaniu narządów płciowych kobiet. Jako niemowlę została poddana okaleczeniu żeńskich narządów płciowych. Jest założycielką i dyrektorem wykonawczym Safe Hands for Girls, organizacji, która walczy o zakaz wykonywania FGM. 

## Życiorys
Dukureh urodziła się w Gambii. Jako tygodniowe niemowlę poddana okaleczeniu żeńskich narządów płciowych typu III. Gdy miała 15 lat zmarła jej matka. Po jej śmierci ojciec podjął decyzję o wydaniu córki za mąż za nieznanego jej, o 30 lat starszego mężczyznę i wysłał ją do Nowego Jorku. Ponieważ były problemy ze skonsumowaniem małżeństwa musiała przejść operację, która miała cofnąć infibulację, co Dukureh porównała z „ponownym przejściem przez FGM”. Małżeństwo Dukureh rozpadło się i została sama. Pomimo trudności spowodowanych brakiem zgody opiekuna prawnego, podjęła naukę w liceum w Nowym Jorku. Jako siedemnastolatka przeprowadziła się do Atlanty, gdzie ponownie wyszła za mąż. Mieszka tam do dziś (2020) i jest matką trójki dzieci. 
W 2013 roku Dukureh ukończyła studia licencjackie z zarządzania na Georgia Southwestern State University. W tym samym roku założyła Safe Hands for Girls, organizację non-profit działającą przeciwko FGM. Pod koniec 2015 roku otrzymała obywatelstwo amerykańskie. W 2018 roku ukończyła studia magisterskie z zarządzania organizacjami non-profit na University of Central Florida. 
Jej działalność doprowadziła do wprowadzenia w 2015 roku zakazu okaleczania żeńskich narządów płciowych w Gambii. 
W 2017 roku odbyła się premiera filmu dokumentalnego Jaha's Promise, opowiadającego jej historię, którego producentem był The Guardian. 

## Działalność
W 2013 roku założyła organizację Safe Hands for Girls, której celem jest walka z FGM (okaleczeniem kobiecych narządów płciowych) i małżeństwami dzieci. Dukureh pełni w organizacji rolę dyrektora wykonawczego. Była liderką kampanii prowadzonej od 2014 przez „The Guardian” na rzecz zwalczania FGM. W kwietniu 2016 roku została wpisana na listę Time 100.  Amerykański tygodnik Time od 1999 roku typuje stu najbardziej wpływowych ludzi na świecie w danym roku. W lutym 2018 roku została mianowana regionalnym ambasadorem ONZ na rzecz kobiet  w Afryce. W tym samym roku norweska działaczka Jette Christensen zgłosiła jej kandydaturę do Pokojowej Nagrody Nobla. Otrzymała Medal Valle-Kill Eleanor Roosevelt.   